# Czempiń (stacja kolejowa)
Czempiń – stacja kolejowa w Czempiniu, w województwie wielkopolskim, w Polsce.

## Ruch pasażerski
| Rok  | Wymiana roczna | Wymiana pasażerska na dobę | miejsce w Polsce |
| ---- | -------------- | -------------------------- | ---------------- |
| 2017 |                | 1 000 – 1 500              |                  |
| 2018 |                | 500-699                    |                  |
| 2019 |                | 1 000 – 1 500              |                  |
| 2020 |                | 500-699                    |                  |
| 2021 | 438 000        | 1 200                      |                  |
| 2022 |                | 1 400                      |                  |